# Octodontotherium
L'ottodontoterio (gen. Octodontotherium) è un mammifero xenartro estinto, di incerta collocazione sistematica. Visse nell'Oligocene superiore (circa 28 - 23 milioni di anni fa) e i suoi resti fossili sono stati ritrovati in Sudamerica. 

## Descrizione
Questo animale è noto per resti incompleti, sufficienti tuttavia a permetterne una ricostruzione parziale. Octodontotherium era uno xenartro di dimensioni medio-grandi, molto robusto e pesante, sicuramente di mole maggiore rispetto ai bradipi terricoli leggermente successivi come Hapalops del Miocene. La mandibola era pesante e alta, con una sinfisi allargata che assomigliava a quella di alcuni milodontidi.
La serie dentaria inferiore era costituita da elementi divergenti; i primi denti erano obliqui in avanti. La fila dentaria era continua e priva di diastema, lunga circa 11 centimetri. Nella mandibola, il primo e il secondo molare avevano sezione reniforme, mentre il terzo e il quarto molare erano composti da due grandi lobi separati da un istmo. Per quanto riguarda i denti superiori, il primo e il secondo molare erano arcuati in avanti, con sezione reniforme, mentre il terzo aveva la forma di un prisma rettangolare e il quarto era bilobato, come gli ultimi denti inferiori. Il quinto molare superiore era formato da due lobi diseguali.
L'astragalo era molto specializzato: in alcune caratteristiche assomigliava a quello di Glossotherium e di Prepotherium, con un condilo interno globulare che contrastava con il condilo interno molto esteso. Gli elementi del carpo erano simili a quelli dei megalonichidi del Miocene inferiore, ma presentavano caratteristiche distinte come lo scafoide molto largo e spesso. Le estremità erano dotate di cinque dita; il secondo metatarso assomigliava a quello di Analcimorphus, e le falangi erano compresse lateralmente. 

## Classificazione
Il genere Octodontotherium, noto anche come Octodontherium, venne descritto per la prima volta nel 1895 da Florentino Ameghino, sulla base di resti fossili ritrovati in terreni dell'Oligocene superiore a Deseado in Patagonia (Argentina). La specie tipo è Octodontotherium grandae, ma due anni dopo lo stesso Ameghino descrisse una nuova specie, O. crassidens, proveniente dagli stessi terreni.
Octodontotherium è stato ascritto alla famiglia Orophodontidae, un gruppo misterioso di mammiferi xenartri dall'incerta classificazione. Di dimensioni maggiori rispetto al genere eponimo Orophodon, Octodontotherium potrebbe essere stato un ramo collaterale. In ogni caso, gli orofodontidi sono stati a lungo ritenuti bradipi corazzati, a causa del ritrovamento negli stessi terreni di Deseado di alcuni osteodermi noti come Palaeopeltis, che Albert Gaudry nel 1906 attribuì agli stessi orofodontidi. Successivamente Octodontotherium è stato attribuito anche alla famiglia dei milodontidi, ed è stato visto come un membro basale (anche se insolitamente grande) del gruppo. Studi più recenti hanno però preferito lasciare l'attribuzione originale agli orofodontidi (Guilherme et al., 2011).

## Paleoecologia
Un'analisi dell'usura dentaria di Octodontotherium e di Orophodon ha indicato che questi animali solitamente dovevano nutrirsi di foglie abbastanza tenere, ma che occasionalmente si cibavano di vegetazione più dura (ad esempio semi) (Kalthoff e Green, 2018).